# Léchovo
Léchovo, en grec moderne : Λέχοβο, est un village et un ancien dème du district régional de Flórina, en Macédoine-Occidentale, Grèce. Depuis 2010, il est fusionné au sein du dème d'Amýnteo.
Selon le recensement de 2011, la population du dème ainsi que celle du village s'élève à 1 115 habitants.